# 馬丁斯代爾科勒尼
馬丁斯代爾科勒尼（英語：Martinsdale Colony）是位於美國蒙大拿州惠特蘭縣的普查規定居民點。

## 人口
根據2020年美國人口普查的數據，馬丁斯代爾科勒尼的面積為5.76平方千米，皆為陸地。當地共有人口97人，而人口密度為每平方千米16.84人。